# المعلم بفوائد مسلم
المُعْلِم بفوائد مُسلِم. ويقال له المُعْلِم في شرح مسلم، هو كتاب في شرح صحيح مسلم ألفه المازري المالكي (المتوفى 536هـ).

## سبب تأليف الكتاب
لم يَقصِد إلى تأليفه، وإنما هو إملاء على الكتاب أملاه المارزي حين القراءة عليه في حلقات الدرس من شهر رمضان سنة تسع وتسعين وأربعمائة، فقد جاء في مقدمة المعلم، « هذا كتاب قصد فيه إلى تعليق ما جرى في مجلس الفقيه الإمام الجليل أبي عبد الله محمد بن علي المازري رضي الله عنه حين القراءة عليه لكتاب مسلم بن الحجاج رحمه الله في شهر رمضان المكرم من سنة تسع وتسعين وأربعمائة منقولا ذلك بعضه بحكاية لفظ الفقيه الإمام أيده الله وأكثره بمعناه » ثم بعد التقييد عرض الكتاب على المازري فنظر فيه وهذبه.
قال ابن الأبار في ترجمة عبيد الله بن عبد الله ابن عيشون من التكملة: «لقي أيضا أبا عبد الله المازري بالمهدية، وحكى عنه أنه سمعه يقول وقد جرى كتابه المعلم بفوائد صحيح مسلم: أني لم أقصد تأليفه وإنما كان السبب فيه أنه قرئ علي كتاب مسلم في شهر رمضان، فتكلمت على نقط منه، فلما فرغنا من القراءة عرض علي الأصحاب ما أمليته عليهم، فنظرت فيه، وهذبته فهذا كان سبب جمعه. أو كلاما معناه».